# Margaret M. Roxan
Margaret Mary Roxan (* 21. Januar 1924 in Hackney (London) als Margaret Mary Quantrill; † 26. Juni 2003) war eine britische Archäologin und international führende Expertin für römische Militärdiplome.
Sie studierte zunächst Psychologie am University College London, wo sie 1948 ihren Abschluss machte. 1945 heiratete sie den 1999 verstorbenen Journalisten David Roxan, mit dem sie fünf Kinder hatte. 1949 erwarb sie ein Lehrdiplom. 1960 nahm sie an einem universitären Fortbildungskurs im Fach Archäologie teil; 1967 erhielt sie das Diplom im Fach Archäologie mit Auszeichnung. 1973 wurde sie mit einer Arbeit über die Militärdiplome der iberischen Halbinsel promoviert und war anschließend in der Erwachsenenbildung tätig. 
Währenddessen setzte sie ihre Studien zu Militärdiplomen fort und veröffentlichte die Ergebnisse, ermutigt durch den Althistoriker Eric Birley, in wissenschaftlichen Fachzeitschriften. Sie unternahm Forschungsreisen durch Europa und bekam durch Kollegen verschiedene Materialien zu aufgefundenen Militärdiplomen zugesandt. Ihr Hauptwerk sind die Roman Military Diplomas, eine Publikation römischer Militärdiplome, von denen sie vier Bände herausgab (1978, 1985, 1994, 2003). Paul Holder, der den vierten Band mit ihr herausgab, publizierte 2006 einen fünften Band. Außerdem war Margaret Roxan Herausgeberin der Militärdiplome des römischen Britannien innerhalb der Roman Inscriptions of Britain (RIB). Das Archäologische Institut der Universität London ernannte sie zur wissenschaftlichen Mitarbeiterin ehrenhalber und stellte ihr ein Arbeitszimmer zur Verfügung.
1981 wurde Margaret Roxan in die Society of Antiquaries of London aufgenommen; außerdem war sie korrespondierendes Mitglied des Deutschen Archäologischen Instituts. 1993 erhielt sie ein Stipendium des Leverhulme Trust für emeritierte Wissenschaftler. Im Mai 2002 veranstaltete die Universität London ihr zu Ehren eine wissenschaftliche Konferenz, deren Vorträge nach ihrem Tod in Form einer Gedenkschrift vorgelegt wurden.

## Schriften (Auswahl)
- The auxilia of the Roman army raised in the Iberian peninsula. Dissertation, University of London 1973 (ungedruckt; PDF Band 1; Band 2).
- Roman Military Diplomas 1954–1977 (= University of London, Institute of Archaeology. Occasional Publications. Band 2). Institute of Archaeology, London 1978, ISBN 0-905853-06-7.
- Roman Military Diplomas 1978–1984 (= University of London, Institute of Archaeology. Occasional Publications. Band 9). Mit Beiträgen von Helen Ganiaris und John C. Mann. Institute of Archaeology, London 1985, ISBN 0-905853-16-4.
- Findspots of military diplomas of the Roman auxiliary army. In: Bulletin of the Institute of Archaeology. Band 26, 1989, S. 127–181.
- The military diplomata. In: Robin George Collingwood, Richard Pearson Wright (Hrsg.): The Roman Inscriptions of Britain. Band 2, Faszikel 1, Clarendon Press, Oxford 1990, ISBN 0-862-99775-5, S. 1–28.
- Roman Military Diplomas 1985–1993 (= University of London, Institute of Archaeology. Occasional Publications. Band 14). Institute of Archaeology, London 1994, ISBN 0-905853-33-4.
- mit Paul Holder: Roman Military Diplomas IV (= Bulletin of the Institute of Classical Studies. Supplement 82). Institute of Classical Studies, School of Advanced Study, University of London, London 2003, ISBN 0-900587-93-8.